# Жваб
Жваб (на словенски: Žvab) е село в Словения, Подравски регион, община Ормож. Според Националната статистическа служба на Република Словения през 2015 г. селото има 91 жители.